# Ngũ gia bì gai
Ngũ gia bì gai hay còn gọi là tam gia bì (danh pháp khoa học: Eleutherococcus trifoliatus) là một loài thực vật có hoa trong Họ Cuồng cuồng. Loài này được (L.) S.Y.Hu mô tả khoa học đầu tiên năm 1980.